# Осуждение Дж. Роберта Оппенгеймера
«Осуждение Дж. Роберта Оппенгеймера» (англ. The Trials of J. Robert Oppenheimer) — американский документально-игровой фильм 2008 года.

## Сюжет
Дж. Роберт Оппенгеймер был национальным героем, блестящим учёным, который во время Второй мировой войны возглавлял научную группу, создавшую атомную бомбу. Но после того, как бомба положила конец войне, несмотря на его известность и огромные достижения, Америка отвернулась от него — унизила и отбросила в сторону.

## В ролях
- Дэвид Стрэтэйрн — Роберт Оппенгеймер
- Майкл Стулбарг — Эдвард Теллер
- Кэмпбелл Скотт — голос за кадром
- Бойд Гейнс[англ.] — председатель Грей
- Дэниэл Джерролл[англ.] — полковник Паш
- Гарольд Агню — камео

## Критика
Обозреватель The Independent Том Сатклифф положительно отметил игру Дэвида Стрэтэйрна, а также глубину и подробность повествования. По словам автора SFGATE Дэвида Уиганда, посчитавшего фильм «великолепным», отлично отражающим всю суть паранойи эпохи Холодной войны: «Качество фильма Грубина во многом обязано его пониманию того, что окончательный портрет Оппенгеймера просто невозможен».